# Cryphia pelidna
Cryphia pelidna là một loài bướm đêm trong họ Noctuidae.